# Ilovszky János
Ilovszky János (Budapest, Ferencváros, 1888. május 20. – Keszthely, 1953. december 28.) kereskedő, országgyűlési képviselő, székesfővárosi bizottsági tag, a budapesti kisipari hitelintézet alelnöke.

## Életútja
Ilovszky János és Bernhardt Franciska fiaként született. Tulajdonosa volt az 1872-ben alapított Ilovszky János porcelán- és üvegkereskedő cégnek. Tanulmányait Magyarországon és külföldön végezte. A főváros közéleti mozgalmaiban 1909-től vett részt. 1920. november 20-án Budapesten, a Józsefvárosban házasságot kötött a nála tíz évvel fiatalabb Némethy Annával. 1920-tól a székesfőváros törvényhatósági bizottságának tagja volt. Mint a Népszínház Nyugdíjintézetének elnöke, számos nagy előadást készített elő a Nemzeti és a Városi Színházban, amelyek jelentékenyen elősegítették, hogy a Népszínház nyugdíjasai kedvezőbb ellátásba kerüljenek. Miután a Nyugdíjintézet a papírokba (hadikölcsön, stb.) fektetett vagyonát devalváció következtében elvesztette, az előadások jövedelme pótolta legalább részben a szükségleteket. 
Tagja volt a fővárosi színügyi bizottságnak és e minőségben több ízben felszólalt a színházak vigalmi adójának csökkentéséért. Részben az ő felszólalásának hatása alatt tért át a főváros tanácsa a pausálé-rendszerre.
1933-ban a Budapesti Kereskedelmi és Iparkamara levelező, két évvel később rendes tagjává választották. 1932 és 1945 között a Baross Szövetség országos elnöke volt. 1945-ben 7 évi kényszermunkát kapott a Baross Szövetség elnöke. A budapesti népbíróság ítélkezett Ilovszky János, a Baross Szövetség elnökének ügyében; a bíróság népellenes bűntettekben mondotta ki bűnösnek.[pontosabban?]  Élete vége felé anyagelosztóként dolgozott. Halálát szívkoszorúér-elzáródás okozta.